# Mrs. Ples

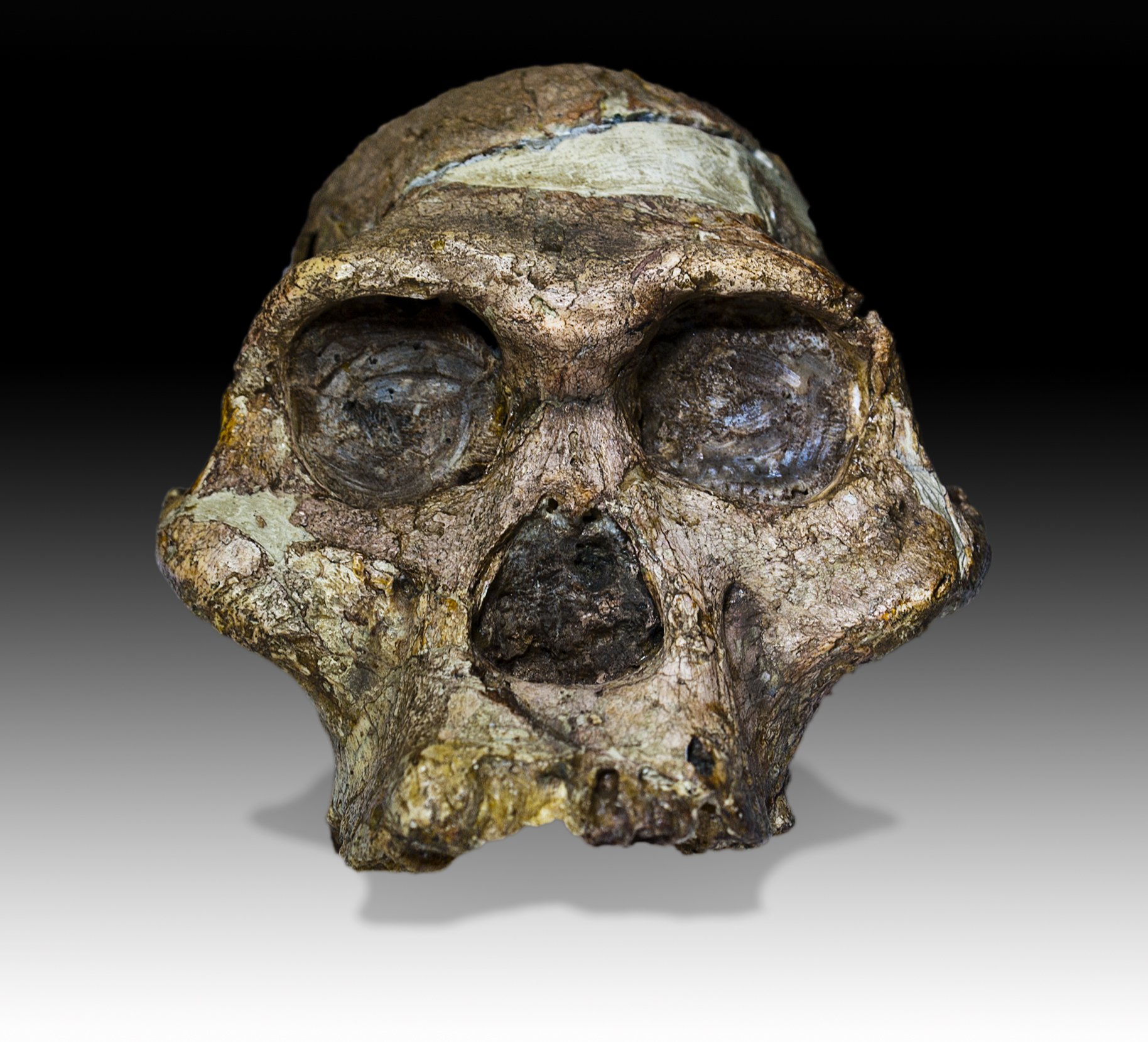
Mrs Ples

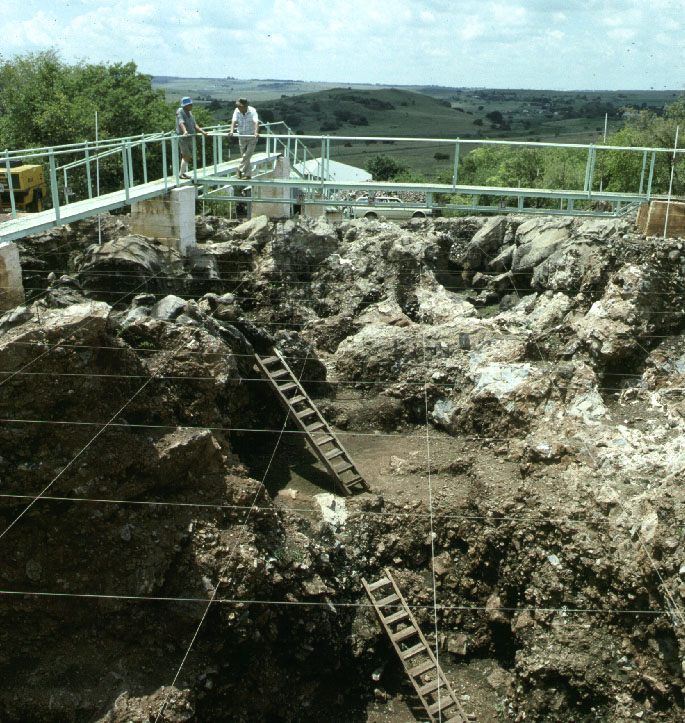
Archéologues sur le site de Sterkfontein, où Mrs. Ples a été trouvée

Ne doit pas être confondu avec la mission de la navette spatiale STS-5
Mrs. Ples (ou « Mme Ples » en français) est le surnom donné à un crâne fossile de l'espèce Australopithecus africanus, découvert en 1947 en Afrique du Sud par les paléoanthropologues Robert Broom et John T. Robinson (en). Répertorié sous la cote STS-5, il s'agit du crâne le plus complet de son espèce découvert à ce jour en Afrique du Sud.

## Découverte
Mrs. Ples fut découverte le 18 avril 1947 par Robert Broom et John T. Robinson sur le site de Sterkfontein, l'un des sites du « Berceau de l'humanité », à environ 70 kilomètres au sud-ouest de Pretoria. De nombreux autres spécimens de la même espèce ont été découverts dans cette région.
Certains spécialistes estiment que le squelette partiel STS 14 (en), découvert sur le même site la même année et à proximité de Mrs. Ples, pourrait appartenir au même individu. Si cela se confirmait, Mrs. Ples deviendrait un des rares fossiles d'hominines dotés à la fois de son crâne et de restes post-crâniens significatifs.

## Surnom
Au moment de la découverte du crâne, Robert Broom lui attribue le nom scientifique Plesianthropus transvaalensis. De jeunes collègues de travail l'ont par la suite abrégé en « Mrs. Ples ». Néanmoins, le sexe du spécimen n'est pas connu avec certitude, et Mrs. Ples pourrait tout aussi bien être Mr. Ples (M. Ples). Qui plus est, l'analyse aux rayons X des racines de ses dents laissent à penser que le spécimen n'était pas un adulte, si bien que des appellations comme Miss Ples (Mlle Ples) ou Master (en) Ples seraient également envisageables.

## Description
Mrs. Ples présente une capacité crânienne d'environ 485 cm3, ce qui se situe en haut de la fourchette du genre Australopithèque. À titre de comparaison, la capacité crânienne de STS 71, un autre spécimen mâle d'Australopithecus africanus de 2,5 millions d'années, est de 428 cm3. 

Le crâne

## Datation
Le fossile a été daté en 2011 d'environ 2,05 millions d'années selon les techniques de datation par paléomagnétisme et par uranium-plomb. Une nouvelle datation par isotopes cosmogéniques en 2022 a repoussé cet âge à plus de 3,4 millions d'années.